# Энгельс, Людвиг
Людвиг Энгельс (нем. Ludwig Engels; 11 декабря 1905, Дюссельдорф — 10 января 1967, Сан-Паулу) — бразильский шахматист.
В составе сборной Германии победитель 8-й Олимпиады (1939), также показал лучший результат на своей доске.

## Спортивные достижения
| Год  | Город        | Турнир        | +  | − | = | Результат | Место |
| ---- | ------------ | ------------- | -- | - | - | --------- | ----- |
| 1939 | Буэнос-Айрес | 8-я олимпиада | 12 | 0 | 4 | 14 из 16  |       |
|      |              |               |    |   |   | из        |       |